# E.ON Westfalen Weser
Die E.ON Westfalen Weser AG gehörte im Wesentlichen zum E.ON-Konzern (rund 63 % der Unternehmensanteile) sowie indirekt oder direkt den 37 Kommunen im Versorgungsgebiet des Unternehmens (rund 37 % der Anteile). Die Gesellschaft hatte ihren Unternehmenssitz in Paderborn. Die Hauptverwaltung befand sich in Herford. Der Unternehmenszweck war der Betrieb der Netze für Strom, Gas und Wasser.
Die Netze und Eigenerzeugung werden seit dem 26. Juni 2013 von der neu gegründeten kommunalen Westfalen Weser Energie GmbH & Co. KG betrieben.

## Geschichte

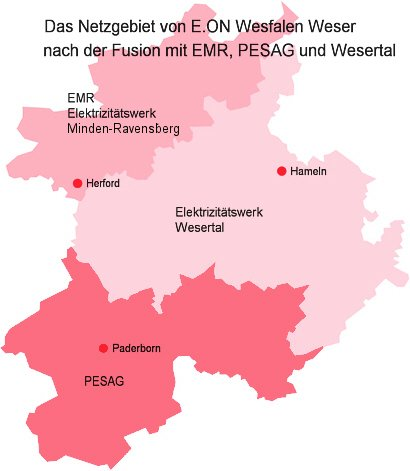
Netzgebiet der E.ON Westfalen Weser

Das Energieversorgungsunternehmen entstand am 1. Oktober 2003 durch Übernahme und Fusion der Regionalversorgungsgesellschaften:
- Elektrizitätswerk Minden-Ravensberg (EMR), Herford
- Paderborner Elektrizitätswerke und Straßenbahn AG (PESAG), Paderborn und
- Elektrizitätswerk Wesertal, Hameln.

Das Vertriebsgeschäft wurde zum 1. September 2008 aufgrund gesetzlicher Vorgaben auf die E.ON Westfalen Weser Vertrieb GmbH übertragen. Der Umsatz betrug 2008 rund 578,4 Millionen Euro, erwirtschaftet von 1.112 Mitarbeitern. 2011 waren 1.006 Mitarbeiter beschäftigt, die 671,3 Mio. Euro umsetzten. Im Januar 2012 gab der E.ON-Konzern bekannt, sich von seiner Regionaltochter E.ON Westfalen-Weser zu trennen. Die ehemals kommunalen Betriebe sollen wieder kommunalisiert werden. Den beteiligten Kommunen wurde Anfang November 2012 ein Kaufangebot für die Netzgesellschaft für 440 Millionen Euro gemacht. Zuvor war die unternehmenseigene Vertriebsgesellschaft für 216 Mio. Euro an den E.ON-Konzern verkauft worden.
Am 26. Juni 2013 gab E.ON bekannt, dass man seinen 63-prozentigen Anteil an ein Käuferkonsortium bestehend aus 48 Kommunen unter Führung von Paderborn und Herford verkauft habe. Das Vertriebsgeschäft von Strom und Gas sowie weitere Beteiligungen des Unternehmens werden weiterhin durch die E.ON Westfalen Weser Vertrieb GmbH übernommen. Diese Gesellschaft bleibt der sogenannte Grundversorger. Das neue kommunale Unternehmen kümmert sich ausschließlich um die Strom-, Gas- und Wassernetze. Das Gesamtvolumen der Transaktion lag bei rund 600 Millionen Euro, davon fließen dem Energiekonzern E.ON insgesamt 360 Millionen Euro zu.
Mit der Gründungsversammlung des kommunalen Energieversorgers Westfalen Weser Energie GmbH & Co. KG (WWE) am 19. Juli 2013 wurde als Nachfolgeunternehmen und zur Rekommunalisierung die E.ON Westfalen Weser mit rund 900 Mitarbeitern übernommen. Die Geschäftsfelder sind Netzbetrieb und dezentrale Erzeugung erneuerbarer Energie. An dem neuen Energieversorger WWE sind 48 Kommunen aus Ostwestfalen-Lippe und Südniedersachsen beteiligt, darunter die Stadt Paderborn mit 22,3 Prozent, die Stadt Herford mit 21,3 Prozent und die Stadt Minden mit 6,59 Prozent als größte Anteilseigner. Geschäftsführer ist Michael Heidkamp.
Das Tochterunternehmen Westfalen Weser Netz des neuen Eigentümers übernimmt auch die 6,58 % an der Klimaschutzagentur Weserbergland gGmbH. Weitere Gesellschafter sind unter anderem der Landkreis Holzminden mit 27,63 % und der eigene Förderverein mit 10,53 %.

## Geschäftsfelder, Organisation und Kennzahlen

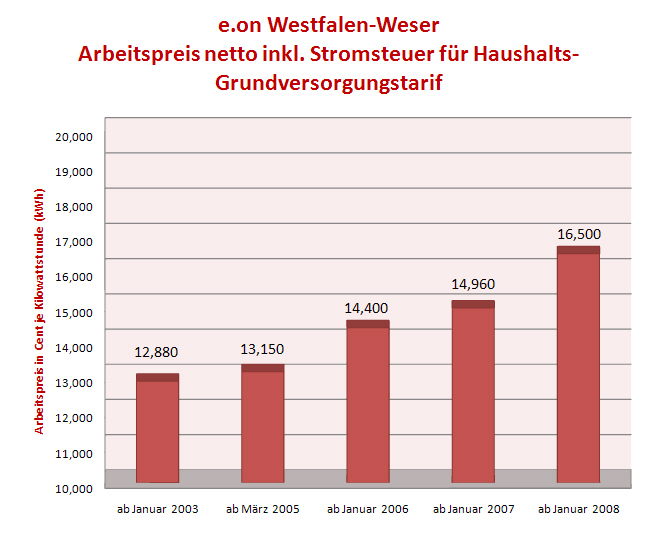
Entwicklung der Arbeitspreise netto inkl. Stromsteuer für einen Haushaltsgrundversorgungstarif 2003–2008

Das Kerngeschäft war die Erzeugung und der Transport von Strom, Erdgas, Wasser und Wärme. Zum Versorgungsgebiet zählen Teilbereiche von Ostwestfalen-Lippe und Südniedersachsen. Die Gesellschaft hielt in diesem Geschäftsfeld Anteile an mehreren Stadtwerken und Nahwärmeversorgern.
Weitere Geschäftsfelder waren:
- Entsorgung/Abwasser, Beteiligung an mehreren Entsorgern
- Personennahverkehr
- Energienahe Dienstleistungen, mehrere Beteiligungen

Der Vorstand bestand zuletzt aus Henning Probst (Vorsitzender) und Michael Heidkamp, der nun das Nachfolgeunternehmen WWE führt.
Die E.ON Westfalen Weser war in eine verzweigte Konzernstruktur eingebettet. Muttergesellschaft war die E.ON Energie AG, die wiederum mehrheitlich der Konzernholding E.ON SE gehört. Die Aktionärsstruktur von E.ON ist mehrheitlich im Streubesitz, größte Anteilseigner sind die Vermögensverwaltungs- und institutionelle Investitionsgesellschaft BlackRock, sowie der norwegische staatliche Energieversorger Statkraft mit je knapp 5 %.
Zu den zahlreichen Tochtergesellschaften der E.ON Westfalen Weser gehörten u. a. Beteiligungen an acht Stadt- und Gemeindewerken von Städten aus dem Versorgungsgebiet von 1,1 % bis 45 %, Abfallwirtschaftsgesellschaft Höxter mbH (49 %), Mehrheitsbeteiligungen an Nahwärmeversorgungsgesellschaften, Kraftverkehrsgesellschaft Paderborn mbH (100 %). Insgesamt war das Unternehmen an 15 weiteren Unternehmen direkt und zahlreichen weiteren Unternehmen indirekt beteiligt. Von den direkten Beteiligungen sind vier vollständige Töchter, an drei Gesellschaften war das Unternehmen mit Sperrminoritäten beteiligt. Bis Ende 2012 gehörte die E.ON Westfalen-Weser Vertrieb GmbH als vollständige Tochter zum Unternehmen, wurde aber vor der Übernahme durch die Westfalen Weser Energie GmbH & Co. KG an den Mutterkonzern E.ON verkauft.

## Ehemalige Anteilseigner bis Juni 2013

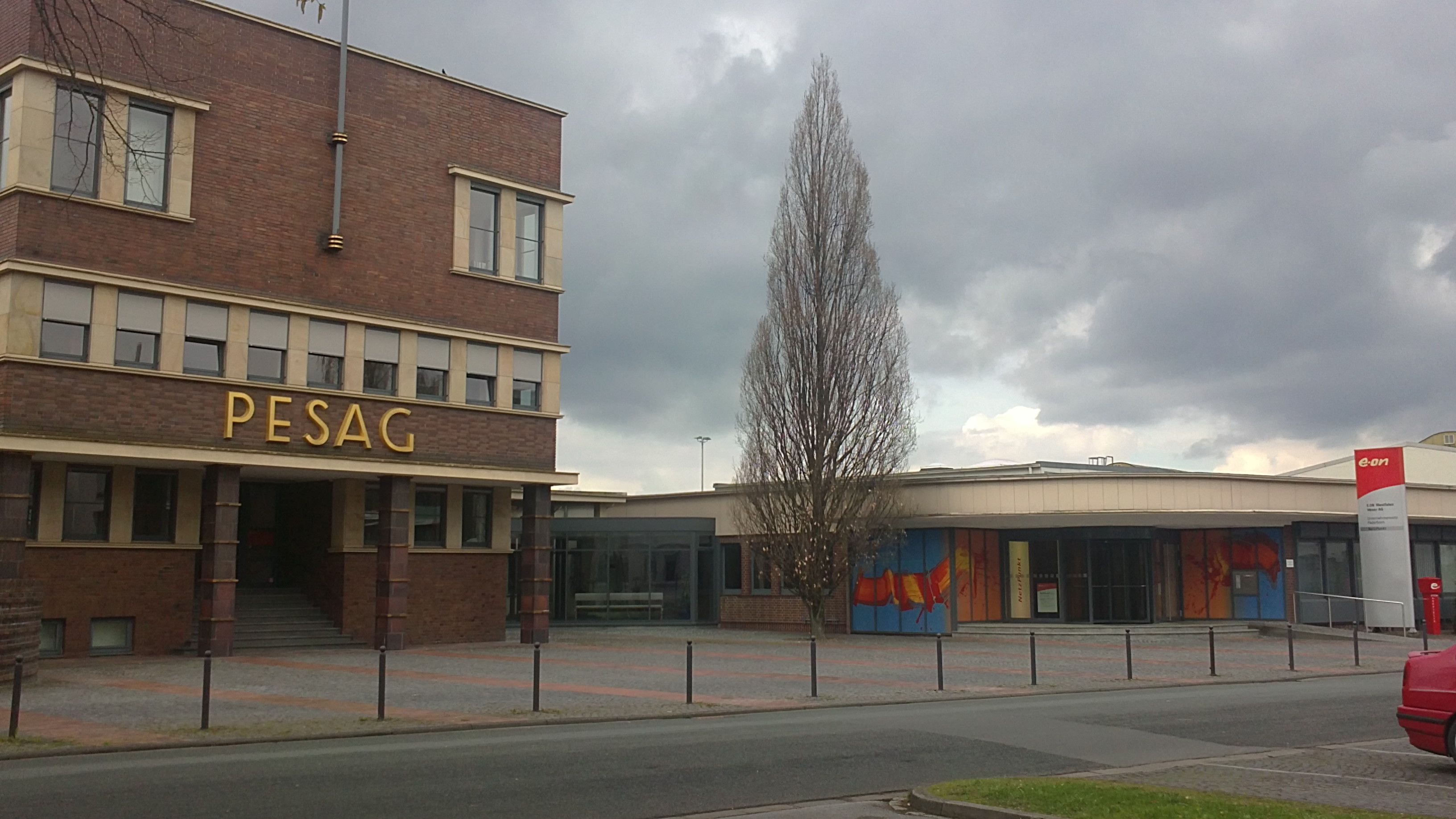
Unternehmenssitz in Paderborn

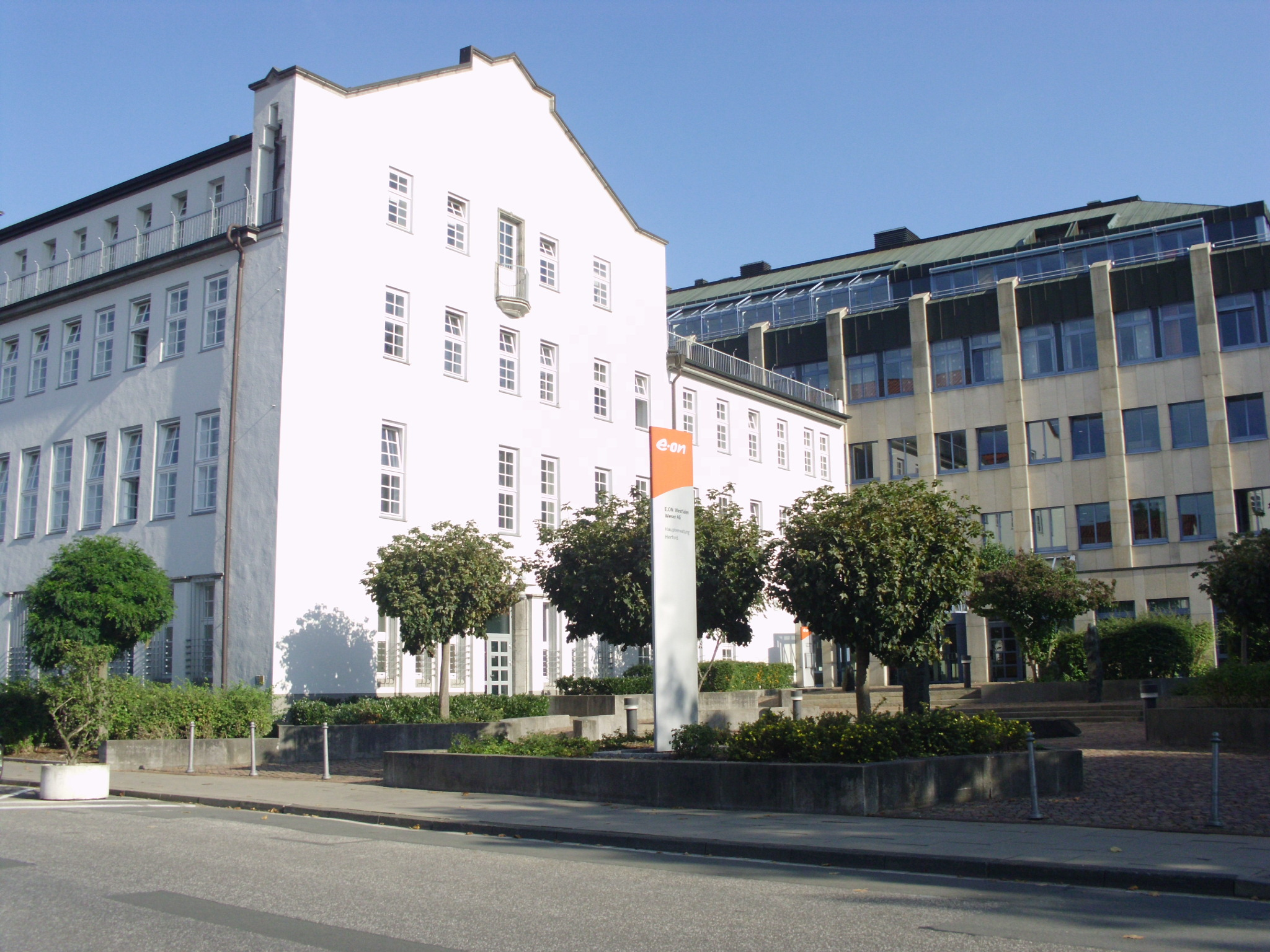
Hauptverwaltung in Herford

| E.ON Energie AG, München                                             | 62,8485 % |
| HPB Beteiligungsgesellschaft mbH, Paderborn                          | 21,2194 % |
| Kreis Paderborn                                                      | 1,9566 %  |
| Kreis Herford                                                        | 1,9223 %  |
| WBG Hille Beteiligungsgesellschaft mbH, Hille                        | 1,4582 %  |
| Kreis Höxter                                                         | 1,3667 %  |
| Stadtwerke Bad Oeynhausen AöR                                        | 1,2377 %  |
| Mindener Hafen GmbH, Minden                                          | 1,1957 %  |
| Badezentrum Porta Westfalica GmbH, Porta Westfalica                  | 0,8824 %  |
| Stadt Bückeburg                                                      | 0,6381 %  |
| Wirtschaftsbetriebe Stadthagen GmbH, Stadthagen                      | 0,6218 %  |
| Gemeinde Hiddenhausen                                                | 0,5596 %  |
| Stadt Horn-Bad Meinberg                                              | 0,5359 %  |
| Stadt Petershagen                                                    | 0,5022 %  |
| Landkreis Hameln-Pyrmont                                             | 0,5000 %  |
| Gemeinde Kirchlengern                                                | 0,3970 %  |
| PaderBäder GmbH                                                      | 0,3899 %  |
| Beteiligungsgesellschaft Stadt Spenge mbH                            | 0,3109 %  |
| Samtgemeinde Nienstädt                                               | 0,1967 %  |
| Entwicklungsgesellschaft mbH Samtgemeinde Sachsenhagen, Sachsenhagen | 0,1629 %  |
| Gemeinde Rödinghausen                                                | 0,1495 %  |
| Samtgemeinde Eilsen                                                  | 0,1467 %  |
| Samtgemeinde Lindhorst                                               | 0,1435 %  |
| Samtgemeinde Niedernwöhren                                           | 0,1435 %  |
| Gemeinde Altenbeken                                                  | 0,1175 %  |
| Stadt Salzkotten                                                     | 0,1147 %  |
| Bäderbetriebe Wunstorf GmbH, Wunstorf                                | 0,0957 %  |
| Stadt Obernkirchen                                                   | 0,0772 %  |
| Gemeinde Borchen                                                     | 0,0341 %  |
| Stadt Paderborn                                                      | 0,0289 %  |
| Stadt Detmold                                                        | 0,0246 %  |
| Stadt Delbrück                                                       | 0,0115 %  |
| Stadt Bad Wünnenberg                                                 | 0,0021 %  |
| Stadt Büren                                                          | 0,0021 %  |
| Gemeinde Hövelhof                                                    | 0,0021 %  |
| Stadt Lichtenau                                                      | 0,0021 %  |
| Gemeinde Schlangen                                                   | 0,0021 %  |